# Repo Chick
Repo Chick è un film del 2009 diretto da Alex Cox.

## Trama
Pixxi De La Chasse è un'ereditiera viziata ed egocentrica di una ricca famiglia di Los Angeles. Dopo innumerevoli scandali, i suoi genitori l'hanno diseredata e le hanno detto di trovarsi un lavoro vero. Quando la sua auto viene pignorata, un membro del suo entourage le suggerisce di trovare un lavoro come pignoratrice, un settore in forte espansione a causa di un diffuso crollo del credito.
Impiegata con un buon lavoro, cerca di riconciliarsi con la sua famiglia, solo per scoprire che hanno dato la sua parte dell'eredità in beneficenza. Per vendetta, chiede alla collega Lola di hackerare il loro credito e lasciare la sua famiglia indigente e senza casa.
Pixxi nota su un manifesto una taglia che promette una ricompensa di $ 1.000.000 per la restituzione di un treno antico. Trova il treno in partenza con diverse figure di spicco in un presunto tour di un gasdotto. Pixxi chiede di salire sul treno e i conduttori, incuriositi dallo status di celebrità di Pixxi, la accontentano. Man mano che il tour procede, i conduttori si rivelano essere eco-terroristi. La cabina del treno contiene sei bombe nucleari rimaste dalla Guerra Fredda, che i terroristi vogliono usare per distruggere Los Angeles a meno che lo sport del golf non sia bandito a livello nazionale e tutti i membri del governo federale diventino vegani. Pixxi riesce a fuggire abbastanza a lungo da chiamare i suoi colleghi e i membri dell'esercito. Le viene chiesto di mettere il treno su un altro binario, ma non può dall'interno del treno. Chiama la sua collega Gray e le chiede di azionare l'interruttore. Arriva appena in tempo, ma crolla prima di tirare la leva.
La chiamata di Pixi a Gray viene raccolta da Rogers, il servo di suo padre. Rogers, ora senzatetto come i genitori di Pixi, insiste che ella accetti di riconciliarsi con la sua famiglia prima di azionare l'interruttore. Lo fa, e il treno viene reindirizzato in Arizona, dove i droni Predator vengono schierati per portare fuori il treno. I droni si schiantano mentre il treno entra nel tunnel. Pixxi inganna il suo rapitore per liberarla, permettendole di liberare gli altri ostaggi e portare il treno in salvo.

## Accoglienza
The Village Voice ha recensito il film con opinioni contrastanti.